# Talara tristis
Talara tristis är en fjärilsart som beskrevs av Christian Gibeaux 1983. Talara tristis ingår i släktet Talara och familjen björnspinnare. Inga underarter finns listade i Catalogue of Life.